# The Violin Maker of Cremona
The Violin Maker of Cremona è un cortometraggio muto del 1909 diretto da David W. Griffith e interpretato da Mary Pickford. Il soggetto è tratto da Le Luthier de Crémone, commedia in atto unico in versi del 1876 di François Coppée.
Prodotto e distribuito dalla Biograph Company, il cortometraggio uscì nelle sale il 7 giugno 1909.

## Trama
Il liutaio Taddeo Ferrari, già apprendista del famoso Andrea Amati, vive a Cremona con la figlia Giannina che è segretamente amata da Filippo, un giovane storpio, reputato il più bravo liutaio della città. Il giovane, però, rendendosi conto di non poter avere possibilità con lei, vista la propria deformità, si rassegna a soffrire in silenzio.
Ogni anno, in città si svolge un concorso che premia colui che ha costruito il miglior violino. Questa volta, il vincitore otterrà anche la mano della bella Giannina. Sandro, l'apprendista di Ferrari, ama la ragazza ma teme - a ragione - che il vincitore sarà Filippo. Così, scambia nell'astuccio il suo violino con quello di Filippo. Quest'ultimo, dal canto suo, decide di sacrificarsi per la ragazza che ama e fa lo stesso ragionamento, scambiando anche lui i violini. Quando ha inizio la gara, Sandro - cui rimorde la coscienza - prende da parte Filippo e gli confessa ciò che ha fatto. Al sentirlo, Filippo si mette a ridere, beffardo, rivelandogli che lui ha fatto lo stesso. Naturalmente, il vincitore è Filippo. Ma quando gli mettono al collo la preziosa collana che va al miglior liutaio e la mano di Giannina si trova nella sua, il giovane rompe il proprio strumento musicale, mettendo sé stesso fuori concorso. Il primo premio va quindi a Sandro. Filippo si reca snella sua stanza: è solo, ma contento di aver reso felice la donna amata.

## Produzione
Il film fu prodotto dalla Biograph Company.

## Distribuzione
Il copyright del film, richiesto dalla Biograph Co., fu registrato il 9 giugno 1909 con il numero H128159.
Distribuito dalla Biograph Company, il film - un cortometraggio in una bobina - uscì nelle sale cinematografiche statunitensi il 7 giugno 1909. Copia del film, un positivo 35 mm., è conservata negli archivi della Library of Congress.
Nel 2006, il film è uscito in versione DVD (in NTSC), distribuito dalla Grapevine Video (USA). Il cofanetto contiene un totale di 112 minuti di film di Griffith e porta il titolo D.W. Griffith, Director, Volume 3 (1909).